# 今日も僕は殺される
今日も僕は殺される（The Deaths of Ian Stone）は、ダリオ・ピアーナ監督による2007年のイギリスとアメリカ共同制作のホラー映画である。この映画にはマイク・ヴォーゲルとクリスティーナ・コールが出演している。
ストーリーは、イギリスに住んでいるアメリカ人のイアン・ストーンを中心にしている。ストーンは毎日ミステリアスな存在によって殺されていた。殺された後、ストーンは以前の人生を知らない新しい存在になる。そして、過去の人生を思い出し始めると、また殺される危険にさらされる。それぞれの死はラストよりも恐ろしく描かれている。

## ストーリー
イアン・ストーンはアイス・ホッケーが好きな普通の男で、ガールフレンドのジェニー・ウォーカーと愛し合っていた。ある夜、氷上での手痛い失点から帰宅する途中で、線路のそばに死体のように見えた人の姿を発見した。調べるために近くに行ったが、その死体に線路に引きずられていって電車に轢かれた。
イアンはオフィスの部屋で目が覚めた。前よりも歳をとっていて、ジェニーは同僚として現れ、ガールフレンドではなかった。明らかにそう親しい顔はしていなかった。イアンはメディアという美しい女性と一緒に住んでいた。そして、イアンは奇妙な年老いた男と遭遇した。男はイアンにハーヴェスター達によってハントされていて危険だと告げた。
そのグループは心理操作ができて決して殺されることなく、人間の恐怖を食べ物にしている。男の後から来て、時計が止まった時に殺しに来る。違う時間、違う場所で毎日殺されている。自分は死ぬのだが、イアンの問題点は死なないで、新しい人生、新しい場所で目が覚めて、そのサイクルが繰り返されるということにある。ここまで話したところで男はハーヴェスターの1人に襲撃された。イアンは逃げてメディアのいるアパートに帰るが、ハーヴェスターの1人であるメディアにまた殺された。
イアンとジェニーは、タクシーの運転手とその客、求職中の若者とその相談員、とサイクルを繰り返した。
そしてイアンはジャンキーになって、くたびれたアパートで目を覚ました。ジェニーは何階か上に住んでいて、イアンはジェニーが思い出して、何が起きているかを理解し、手を差し伸べて助ける者を探すよう必死で願った。ハーヴェスター達がまたやって来て、イアンとジェニーは逃げるしか道がなかった。2人は地下鉄に避難して、ジェニーはイアンの前の人生の記憶があると告白した。ジェニーが寝ている間に、また年老いた男が現れて、自分がハーヴェスター達の仲間であるということと、イアンの関わりあいについてのヒントを与えた。2人が地下鉄を降りた時に、待ち構えていたハーヴェスター達に遭遇した。脈動する動脈と黒い筋肉の塊の肉体となって現れて、イアンの元仲間のメディアはイアンに、もう一度自分達の側に来るように説得するが、イアンは拒否して走っている地下鉄の車両の前に飛び込んだ。
イアンは病室で身動きできない状態で目を覚ました。メディアとハーヴェスター達はまたイアンを襲っていた。イアンがジェニーと出会った後で、イアンは限りある人生を送るほうを望んで、仲間を裏切ったと説明した。ハーヴェスター達が看護婦として現れたジェニーを襲う前に、イアンは年老いた男グレイによって修復された。古いハーヴェスターであったグレイはイアンと同じように、痛みや恐怖よりも生きるのに値する愛を見つけていた。愛はハーヴェスターの性質を変えて仲間を殺すことを可能にした。ジェニーを守るようにうながして、グレイは死んでいった。イアンは本来のパワーを取り戻して、人間の身体から最終的にハーヴェスターに生まれ変わった。邪悪さよりも善がにじみ出ていて、恐怖を収めて命を与える能力を持っていた。そして、危険な状態に追い込まれていたジェニーを助け出した。
イアンはジェニーとの新しい人生を作り出し、プロフェッショナルなホッケー選手になっていた。ジェニーはイアンのそばにいるが、過去の悲惨な出来事は覚えていなかった。自分の能力を理解したイアンは、ハーヴェスター達との戦いを開始した。

## キャスト
- イアン・ストーン - マイク・ヴォーゲル（三木眞一郎）
- ジェニー・ウォーカー - クリスティーナ・コール（園崎未恵）
- ブラッド・カプル - マイケル・ディクソン
- メディア - ジェイミー・マーレイ（湯屋敦子）
- ジョシュ・ガーフィールド - チャーリー・アンソン
- グレイ - マイケル・フィースト（谷口節）
- ライアン - アンドルー・バッカン
- ハーヴェスターズ - Marnix van den Broeke、ジェフ・ピーターソン

## ホーム・メディア
- 『The Deaths of Ian Stone』, リージョン 1 DVD, March 18, 2008.
- 『今日も僕は殺される』 デラックス版（GNBF-74979）, リージョン2, 発売日：2008年11月21日

## 評価
評価は、レヴュー集約サイトの"Rotten Tomatoes"では7件のレヴューで6/10となっている。

## 参照
1. ↑  “今日も僕は殺される”. 2017年6月7日閲覧。
2. ↑  “Movie Review: The Deaths of Ian Stone (2007)”. 2007年12月15日閲覧。
3. ↑  “The Deaths of Ian Stone – UK/USA, 2007”. 2014年5月11日閲覧。
4. ↑  “The Deaths of Ian Stone – UK/USA, 2007”. 2014年5月11日閲覧。
5. ↑  “Film Review: The Deaths of Ian Stone (2007)”. 2/20/2013閲覧。
6. ↑  “The Deaths of Ian Stone”.   Rotten Tomatoes. 2017年1月13日閲覧。